# 重信常喜
重信 常喜（しげのぶ つねき、1911年7月15日 - 2006年4月16日）は、日本のフランス文学者、詩人。

## 来歴
東京生まれ。1935年東京帝国大学文学部仏文科卒、千葉大学講師、助教授、教授、1975年定年退官、名誉教授、日本大学法学部教授、1982年定年。
没後、従四位。

## 著書
- 『遁走曲』（ユリイカ） 1955
- 『フランス中世喜劇入門』（紀伊國屋新書） 1972
- 『室町庶民のこころ 「狂言ノート」より』（三省堂） 1991
- 『花鳥汎讃句』（三省堂） 1995

### 共編
- 『ペアー仏和・和仏辞典 増補改訂版』（木越豊彦,山根昇共編、重信,木越増補改訂、錬金社） 1972
- 『コンサイス和仏辞典』（橋口守人,工藤進,ガブリエル・メランベルジェ共編、三省堂） 1980

## 翻訳
- 『肉体の悪魔』（ラディゲ、創芸社、近代文庫） 1953
- 『焔の文学』（モーリス・ブランショ、紀伊國屋書店、現代文芸評論叢書） 1958
- 『虚構の言語』（ブランショ、橋口守人共訳、紀伊國屋書店、現代文芸評論叢書） 1969
- 『色づくし』（レミ・ド・グールモン、書肆山田） 1993